# Loïc Lerouge
Loïc Lerouge (* 21. Januar 1977 in Nantes) ist ein ehemaliger französischer Leichtathlet, der sich auf den Sprint spezialisiert hat. Seinen größten Erfolg feierte er mit dem Gewinn der Bronzemedaille über 4-mal 400 Meter bei den Hallenweltmeisterschaften 1997.

## Sportliche Laufbahn
Erste internationale Erfahrungen sammelte Loïc Lerouge im Jahr 1995, als er bei den Junioreneuropameisterschaften in Nyíregyháza mit französischen 4-mal-400-Meter-Staffel im Vorlauf zum Einsatz kam und damit zum Gewinn der Silbermedaille beitrug. 1997 gewann er bei den Hallenweltmeisterschaften in Paris in 3:09,68 min gemeinsam mit Pierre-Marie Hilaire, Rodrigue Nordin und Fred Mango die Bronzemedaille hinter den Teams aus den Vereinigten Staaten und Jamaika. 1999 schied er bei den U23-Europameisterschaften in Göteborg mit 47,70 s in der ersten Runde im 400-Meter-Lauf aus und belegte mit der Staffel in 3:04,15 min den vierten Platz. 2002 gewann er bei den Halleneuropameisterschaften in Wien in 3:06,42 min gemeinsam mit Marc Foucan, Laurent Claudel und Stéphane Diagana die Silbermedaille hinter dem polnischen Team. 2004 beendete er seine aktive sportliche Laufbahn im Alter von 27 Jahren.

## Persönliche Bestleistungen
- 400 Meter: 46,60 s, 12. Juli 1998 in Dreux
  - 400 Meter (Halle): 47,66 s, 17. Februar 2002 in Liévin